# Leon Lemmens
Leon Lemmens (Boorsem, 16 maart 1954 - Leuven, 2 juni 2017) was een Belgisch geestelijke en een hulpbisschop van de Rooms-Katholieke Kerk.

## Levensloop
Lemmens deed zijn middelbare studies aan het Klein seminarie van Sint-Truiden. Hij volgde de priesteropleiding in Sint-Truiden (1971-1976) en werd op 10 juli 1977 in Boorsem tot priester gewijd. Hij behaalde een baccalaureaat in de theologie aan de KU Leuven (1976) en studeerde verder moraaltheologie in Rome. Hij behaalde er een licentiaat in de moraaltheologie (1979) en promoveerde aldaar in 1989 tot doctor in de theologie. 
Lemmens werd medepastoor in Genk (1981-1984). In 1984 werd hij professor aan het Grootseminarie van Hasselt. Van 1986 tot 1997 was hij lid van de Interdiocesane Commissie voor de Liturgie en van 1990 tot 1995 nationaal verantwoordelijke voor de roepingen. In 1994-1995 was hij belast met de organisatie van de ontmoeting van jongeren met de paus in Brussel.
Van 1995 tot 1998 was Lemmens bisschoppelijk vicaris, verantwoordelijk voor permanente vorming, voor media en cultuur. In 1996 werd hij titulair kanunnik voor het bisdom Hasselt. Van 1997 tot 2004 was hij president van het Grootseminarie in Hasselt. Op 1 juni 1998 werd hij vicaris-generaal, ambt dat hij uitoefende tot in 2004. 
In 2004 werd hij rector van het Roemeens College in Rome en in 2005 stafmedewerker bij de Congregatie voor de Oosterse Kerken, waar hij verantwoordelijk werd voor de afdeling Vorming en Studies. Hij was ook secretaris van de ROACO (Werk voor de hulp aan de Oosterse Kerken) en lid van de Beheerraad van het Katholiek Comité voor de culturele samenwerking met de Orthodoxe kerken. In deze hoedanigheid moest hij de algemene vergaderingen van de ROACO voorbereiden en coördineren en was hij tevens verantwoordelijk voor de contacten met de Congregatie voor de Oosterse Kerken. Hij werd opgevolgd door de Duitse dominicaan Max Cappabianca uit Frankfurt.
Lemmens was sinds 1977 lid van de Egidiusgemeenschap, een wereldwijd netwerk van katholieke leken dat zich als hoofddoel de steun aan de armsten in de grote steden stelt.
Op 22 februari 2011 benoemde paus Benedictus XVI Lemmens tot hulpbisschop van het aartsbisdom Mechelen-Brussel, met verantwoordelijkheid voor het vicariaat Vlaams-Brabant en Mechelen. Hij kreeg als titulair bisdom Municipa toegewezen. Hij werd op 3 april 2011 in de Nationale Basiliek van het Heilig Hart in Koekelberg door aartsbisschop André Léonard bisschop gewijd.
Mgr. Lemmens overleed op 2 juni 2017 in het UZ Leuven Campus Gasthuisberg aan de gevolgen van leukemie.

## Publicaties
- Licht van Christus, Breda, 1990
- Jezus achterna. Het verhaal van Jan Vermeire, Miloslav Vlk, Edith Stein, Soeur, Brussel, 1996
- Jezus Christus, Redder van de wereld, Hasselt, 1997
- Blijf bij ons, Heer, Hasselt, 2005
- Talrijke artikels in katholieke tijdschriften, vooral over het thema liturgie.